# Guanagazapa
Guanagazapa è un comune del Guatemala facente parte del dipartimento di Escuintla.